# إمكراد
امكراد (بالإنجليزية: IMGRADE)‏ هي جماعة قروية تابعة لإقليم الصويرة ضمن جهة مراكش - تانسيفت - الحوز بالمغرب. بلغ مجموع عدد سكان امكراد  حسب إحصاءات 2004 حوالي 7148 نسمة يعيشون في 1281 أسرة.

## دواوير الجماعة
- دوار اغالن
-دوار تبريدا
- دوارابت سوس
- دوار تجبريت
- دوار دجيشت